# Мікророз'єм стрічкового типу

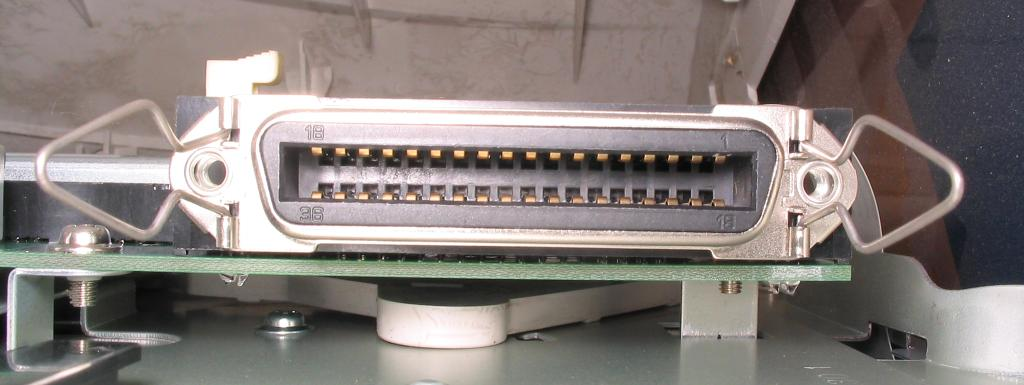
Розетка Centronics (36 контактів) на плату

Мікророз'єднувач стрічкового типу (англ. Mini D Ribbon, MDR) — широко розповсюджений в телекомунікаціях тип електричного з'єднувача в металевому захисному D-подібному екрані. На відміну від з'єднувачів D-sub в MDR використані стрічкові контакти.
Цей тип роз'єднувача також відомий як Telco, 25-парний, Miniature Delta Ribbon, Mini D Ribbon, Delta ribbon, MDR, Amphenol, CHAMP. А ще він відомий як Centronics через широке використання в IEEE 1284.
Широку номенклатуру забезпечують два стандарти на міжконтактні розміри при різному числі контактів, а також різні засоби фіксації в парі розетки і вилки.